# Historiographie de la Première Guerre mondiale

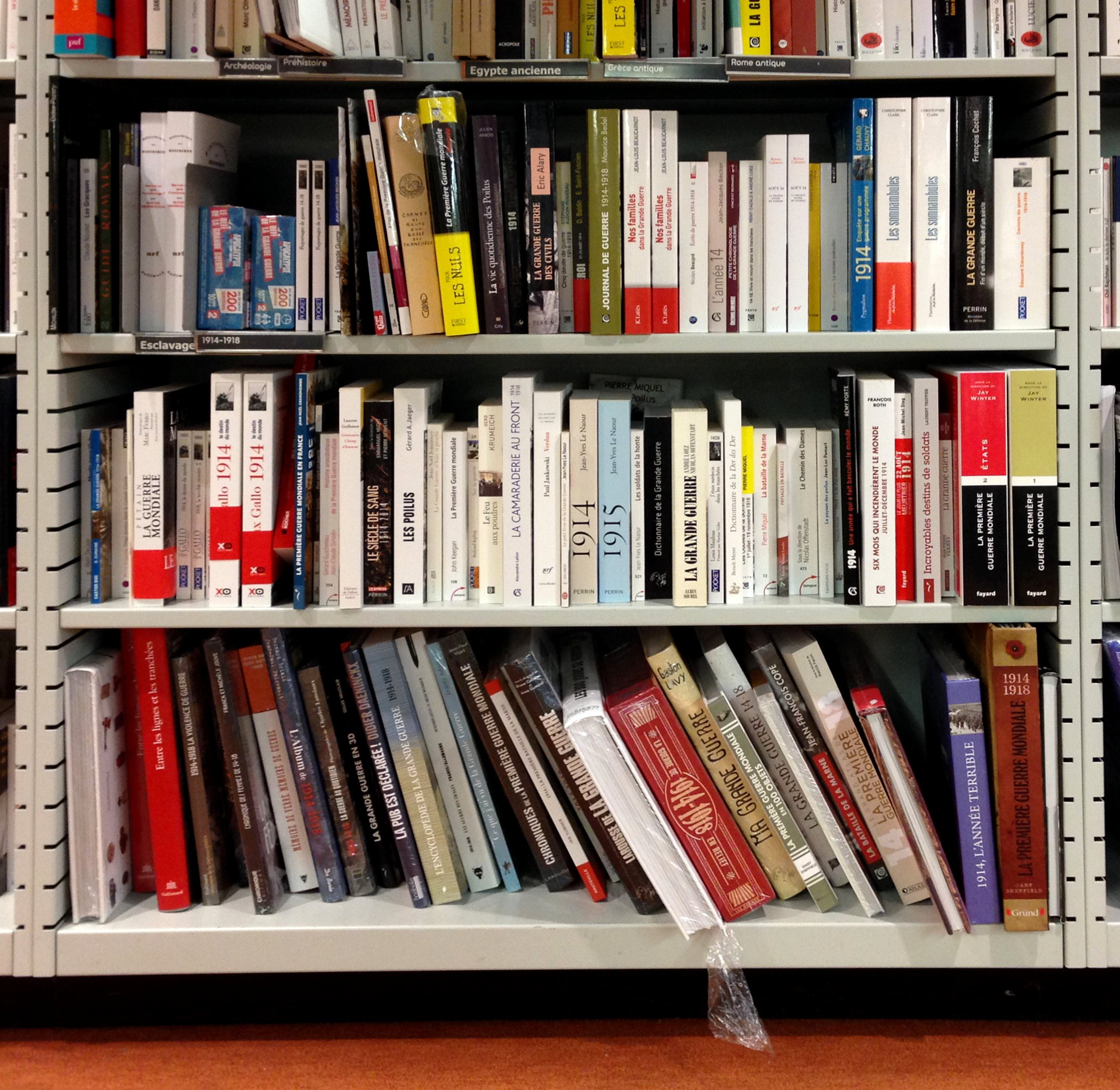
Rayonnages de livres consacrés à la Première Guerre mondiale dans une librairie française.

L'historiographie de la Première Guerre mondiale propose une analyse de la manière dont la Grande Guerre a été perçue et étudiée par les historiens. Elle entend montrer l'évolution de leur approche de ce sujet en la replaçant dans le contexte politique, social, culturel, technologique et institutionnel au sein duquel l'histoire de la Première Guerre mondiale se déploie.
Cette historiographie se divise en quatre moments distincts, quatre « configurations » selon l'expression proposée par Antoine Prost et Jay Winter. Orientées vers l'histoire militaire et diplomatique durant l'entre-deux-guerres, les études historiques sur la Grande Guerre adoptent après la Seconde Guerre mondiale une approche marquée par l'influence de l'histoire sociale. À partir des années 1980, les historiens ajoutent à l'approche sociale du conflit des questionnements liés à l'histoire culturelle. Le début du XXIe siècle marque quant à lui l'avènement d'une histoire transnationale de la Première Guerre mondiale.
Ce découpage chronologique doit cependant être nuancé en fonction des particularismes nationaux, chaque pays ayant une approche spécifique de l'histoire de la Première Guerre mondiale, et des thématiques étudiées, les recherches sur les différents aspects du conflit n'ayant pas avancé au même rythme ni selon les mêmes questionnements épistémologiques.

## Les quatre temps de l'historiographie de la Première Guerre mondiale
L'historiographie de la Première Guerre mondiale peut être scindée en quatre temps, reflets des enjeux et des interrogations de chaque époque. Dominée d'abord par les problématiques purement politiques des questions militaro-diplomatiques, l'histoire de la guerre s'est grandement infléchie à partir des années 1950-60 sous l'influence d'écoles historiques davantage préoccupées par les questions sociales, avant d'être renouvelée par l'histoire culturelle à partir des années 1980. À l'orée du XXIe siècle, le développement d'une histoire transnationale renouvelle la façon dont les historiens envisagent le conflit.

### Un entre-deux-guerres marqué par la domination de l'histoire politique
Les productions historiques sur la Première Guerre mondiale apparaissent dès 1915 et se caractérisent jusqu'à la Seconde Guerre mondiale par l'importance des acteurs de la guerre dans cette première écriture de son histoire. Mémoires des généraux ou gouvernants, témoignages des simples combattants, travaux d'historiens qui ont souvent vécu le conflit au plus près et ouvrages de vulgarisation constituent les premiers genres historiographiques sur la guerre.

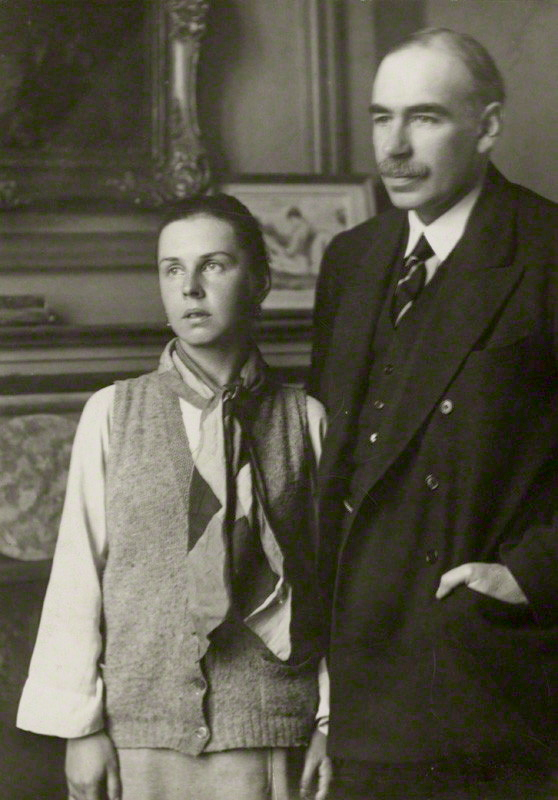
L'économiste John Maynard Keynes, ici aux côtés de sa femme Lydia Lopokova, fut l'un des prestigieux contributeurs à la série d'ouvrages sur la Première Guerre mondiale commandés par la fondation Carnegie.

Les historiens professionnels ne s'intéressent alors guère qu'aux questions diplomatiques et cherchent à établir les responsabilités de chacun dans les causes de la Première Guerre mondiale. Ce mouvement trouve d'autant plus d'ampleur qu'il rejoint les ambitions de l'histoire positiviste, visible par exemple dès 1914 dans le manifeste des 93 qui, en employant une anaphore explicite (« il n'est pas vrai que… »), entend rétablir une vérité et réclame des preuves aux allégations ennemies dans une démarche inspirée par le positivisme. Participant au jeu politique que se livrent les pays belligérants pour se justifier, les historiens trouvent dans la publication et l'analyse des documents l'accomplissement de la méthode historique héritée de l'avant-guerre, alors que ni le marxisme ni l'école des Annales n'ont encore introduit les changements de paradigmes focalisant l'attention sur les questions économiques et sociales.
L'histoire économique de la guerre est néanmoins traitée dans les 132 volumes de la collection initiée par la fondation Carnegie. L'idée, lancée avant la guerre et simplement adaptée ensuite, est de mesurer l'impact du conflit sur le processus de civilisation. Le découpage est national et les auteurs sont souvent prestigieux, beaucoup d'entre eux ayant été chargés des questions économiques pendant la guerre. Keynes et Beveridge (responsable de la main-d'œuvre puis du ravitaillement) sont ainsi sollicités pour le Royaume-Uni, Henri Pirenne l'est pour la Belgique, tandis qu'en France l'ouvrage est confié à Charles Gide, Charles Rist, Arthur Fontaine et à l'historien Henri Hauser (conseiller de Clémentel). Bénéficiant de sources de première main, ces auteurs ont pu produire un travail dont l'intérêt reste grand.
En revanche, et malgré les succès de librairie de la littérature de guerre et des récits de simples soldats, les historiens ne tiennent pas compte de cette histoire par le bas, quand bien même ils se sont trouvés eux-mêmes sur les champs de bataille (comme Pierre Renouvin en France ou Basil Lidell Hart pour le Royaume-Uni). Le catalogue critique de cette littérature est réalisé pour la France par Jean Norton Cru dans Témoins (1929), mais cette entreprise de légitimation ne suffit pas à rendre aux combattants la place qu'ils auraient dû avoir dans l'histoire de la guerre. Parmi les historiens de l'époque, il n'y a guère que Jules Isaac qui défende l'idée que les soldats doivent être intégrés à l'histoire de la Première Guerre mondiale. Il leur consacre une page dans son manuel pour la classe de philosophie-mathématiques et reproche à Renouvin de les avoir oubliés dans sa grande synthèse pour la collection « Peuples et civilisations » (La Crise européenne et la Grande Guerre (1914-1918), 1934). « Il est un personnage dont l'absence totale surprend : le poilu, ou le peuple combattant » écrit-il dans la recension qu'il publie dans la Revue historique.

### Une histoire du conflit plus sociale depuis les années 1950
Après la Seconde Guerre mondiale, les travaux historiques sur la Première Guerre mondiale adoptent une approche plus sociale qu'auparavant, soit qu'ils s'intéressent aux soldats, soit qu'ils étudient le rôle des groupes sociaux liés au conflit. Les historiens de cette deuxième génération exploitent d'ailleurs des archives inaccessibles à leurs prédécesseurs en raison des délais de communicabilité. Ce tournant majeur dans l'historiographie de la Grande Guerre s'explique d'abord par la prégnance de l'idéologie marxiste dans les milieux intellectuels de l'époque et son influence dans les recherches en sciences humaines et sociales, même chez des universitaires qui n’adhèrent pas aux thèses marxistes. Présentée comme une conséquence de l'impérialisme capitaliste, la guerre échappe à une histoire purement diplomatique. En effet les questions politiques ne peuvent, dans cette optique, être comprises que par les relations sociales qui les conditionnent et les phénomènes économiques qui en sont à l'origine. En France, cette nouvelle manière d'aborder l'histoire de la guerre trouve un écho d'autant plus favorable que l'école des Annales, alors prédominante, encourage l'exploration de ces problématiques. Ainsi Marc Ferro, auteur en 1969 de la première synthèse incluant les thèmes chers à cette configuration historiographique, se présente à la fois comme l'élève de Pierre Renouvin et comme celui de Fernand Braudel. De nombreux historiens de cette génération ont ainsi consacré au moins une partie de leur œuvre aux questions sociales : Jean-Jacques Becker et Antoine Prost en France, Jürgen Kocka pour l'Allemagne, Jay Winter aux États-Unis, John Horne en Irlande…

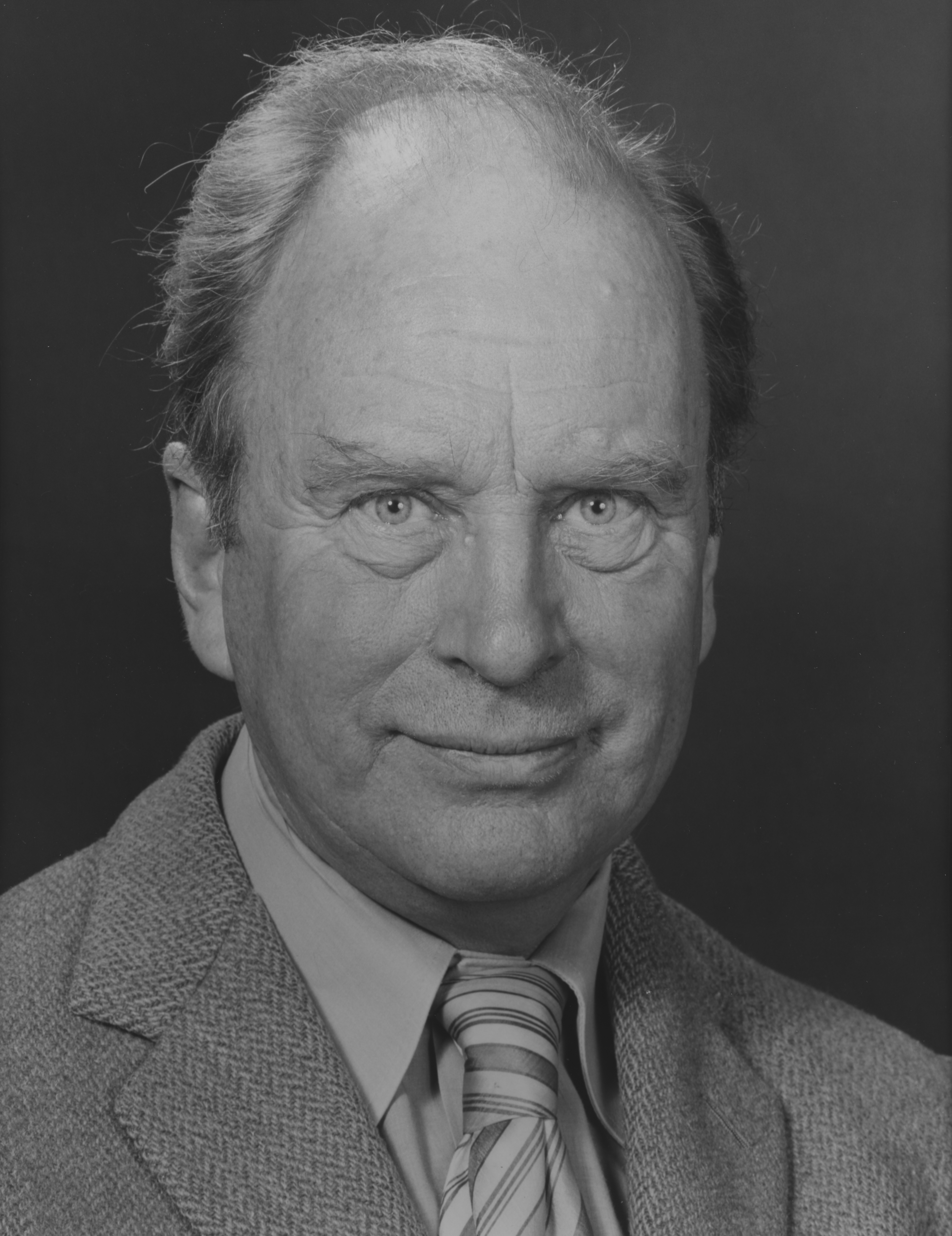
James Joll, historien britannique qui a introduit l'étude des mentalités dans l'histoire diplomatique.

Par ailleurs, l'arrivée des anciens combattants de la Première Guerre mondiale à l'âge de la retraite a favorisé l'émergence d'un retour sur les expériences singulières des combattants. Soucieux de transmettre leurs témoignages au soir de leur vie, ils constituent aussi un public attentif aux initiatives éditoriales allant dans ce sens, dont le succès le plus emblématique est, en France, celui de la maison Hachette avec son Vie et Mort des Français 1914-1918 (1959), écrit par trois anciens combattants (André Ducasse, Jacques Meyer et Gabriel Perreux) et préfacé par Maurice Genevoix. La télévision, média nouveau, emprunte la même voie, souvent par nécessité : les images filmées de la Première Guerre mondiale disponibles font la part belle aux soldats. La série documentaire diffusée par la BBC à l'occasion du cinquantenaire du début de la guerre (1964) montre ainsi cette histoire des hommes de troupe, tempérée par un commentaire plus soucieux de prendre de la hauteur, et déclenche une vague de courriers regrettant que ce conflit n'ait pas été présenté pour ce qu'il a été aux yeux des combattants : un massacre. Enfin, la Seconde Guerre mondiale, puis la guerre d'Algérie et la guerre du Viêt Nam, invite aussi à repenser l'histoire de la Grande Guerre. Ce recul supplémentaire impose un changement de perspective dans la mesure où le premier conflit ne peut plus prétendre à l'instauration d'une paix durable. Il faut donc désormais examiner les éléments de continuité comme de divergence de ces guerres.
L'histoire militaire et diplomatique n'est pas pour autant abandonnée, mais elle est profondément renouvelée à la lumière des nouvelles problématiques. En Allemagne le traumatisme du nazisme et de la Seconde Guerre mondiale conduit Fritz Fischer à s'interroger sur les buts de guerre de l'Allemagne impériale et sa responsabilité dans le déclenchement de la Première Guerre mondiale, non sans déclencher une célèbre controverse quant à la continuité supposée de la politique allemande d'une guerre à l'autre. L'intérêt qu'il porte à la politique intérieure dans les motivations allemandes est bien représentatif de l'évolution de l'histoire diplomatique. Dans le monde anglo-saxon, les travaux de James Joll sur le déclenchement de la guerre, qui s'inscrivent dans l'histoire des mentalités, illustrent de même les nouvelles orientations de ce type d'histoire. En France, la thèse de Guy Pedroncini sur les mutins de 1917 se situe dans la même veine. Brunello Vigezzi, par son étude de l'opinion publique, et Mario Isnenghi, par ses volumes consacrés à la littérature de guerre, font prendre à l'historiographie italienne le même tournant décisif.

### L'essor de l'histoire culturelle de la Grande Guerre à partir des années 1980

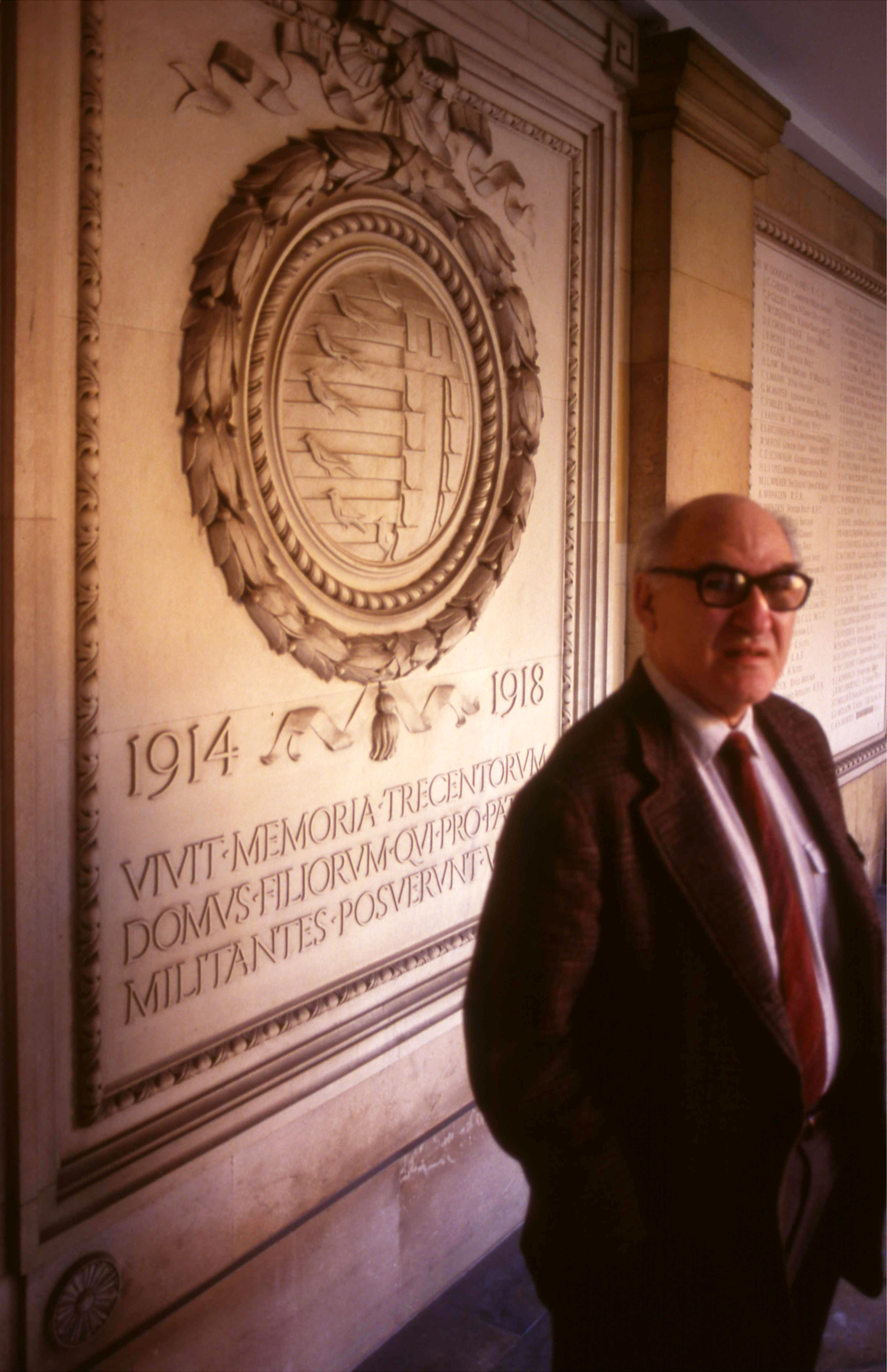
L'historien George Mosse devant une plaque commémorative de la Première Guerre mondiale.

L'introduction de la dimension culturelle dans les études sur la Première Guerre mondiale n'a pas eu le caractère soudain de l'arrivée des questions socio-économiques lors du précédent changement de configuration. Au contraire, le glissement s'est fait progressivement sous l'influence croissante de l'histoire culturelle, accompagnant l'évolution de la discipline. L'affaiblissement du paradigme marxiste, voire sa délégitimation lors de l'effondrement du bloc soviétique, a contribué à ce décalage, et c'est dans le monde anglophone, faiblement imprégné par les questions liées à cette idéologie, que l'on trouve les précurseurs de cette histoire culturelle de la Grande Guerre. L'Américain Paul Fussell ouvre la voie en 1975 avec son livre intitulé The Great War and the Modern Memory, dont l'objet est d'analyser l'impact du conflit, et particulièrement de la guerre des tranchées, sur la littérature et ses modes d'écriture. Un an plus tard, le Britannique John Keegan publie The Face of Battle (traduit en français sous le titre d'Anatomie de la bataille), ouvrage dans lequel il se place à la hauteur du soldat en adoptant une démarche proche de l'anthropologie. Dans le même temps la vogue de la microstoria en Italie et celle de l'Alltagsgeschichte en Allemagne relance l'intérêt pour les témoignages de soldats, non plus en cherchant leur représentativité mais au contraire par la mise en avant de leur subjectivité.
Parallèlement, la plus grande attention portée à la violence des totalitarismes et de la Seconde Guerre mondiale, et plus spécialement au génocide des Juifs, invite les historiens, désormais enclins à voir dans les guerres des catastrophes pour les vaincus comme pour les vainqueurs, à interroger sous un autre angle la mort de masse de la Grande Guerre, laquelle semble préfigurer les barbaries du XXe siècle. George Mosse propose d'y voir une brutalisation des sociétés pendant que Joanna Bourke explore la motivation des soldats pour tuer. La volonté nouvelle des historiens de pénétrer jusque dans l'intimité, voire la conscience, des hommes en guerre se traduit par une multiplication des études sur les représentations ou la psychologie des combattants, et plus largement des sociétés belligérantes. Se situent dans cette veine les travaux de Tony Ashworth sur la guerre des tranchées, ceux de John Horne et Alan Kramer sur les atrocités commises par les Allemands en Belgique, ceux de Jay Winter et Stéphane Audoin-Rouzeau sur le deuil… Cette histoire culturelle s'appuie pour partie sur des objets d'étude jusque-là négligés ou mal considérés : monuments aux morts, artisanat de tranchée, ex-voto, photographies notamment. Exploitant à la fois les sources nouvelles et la production historique de cette configuration, l'Historial de la Grande Guerre à Péronne, par sa muséographie comme par le centre de recherches qui lui est associé, promeut l'idée d'une culture de guerre dont les vertus explicatives sont toutefois contestées.

### Le développement d'une histoire transnationale du conflit au début duxxiesiècle

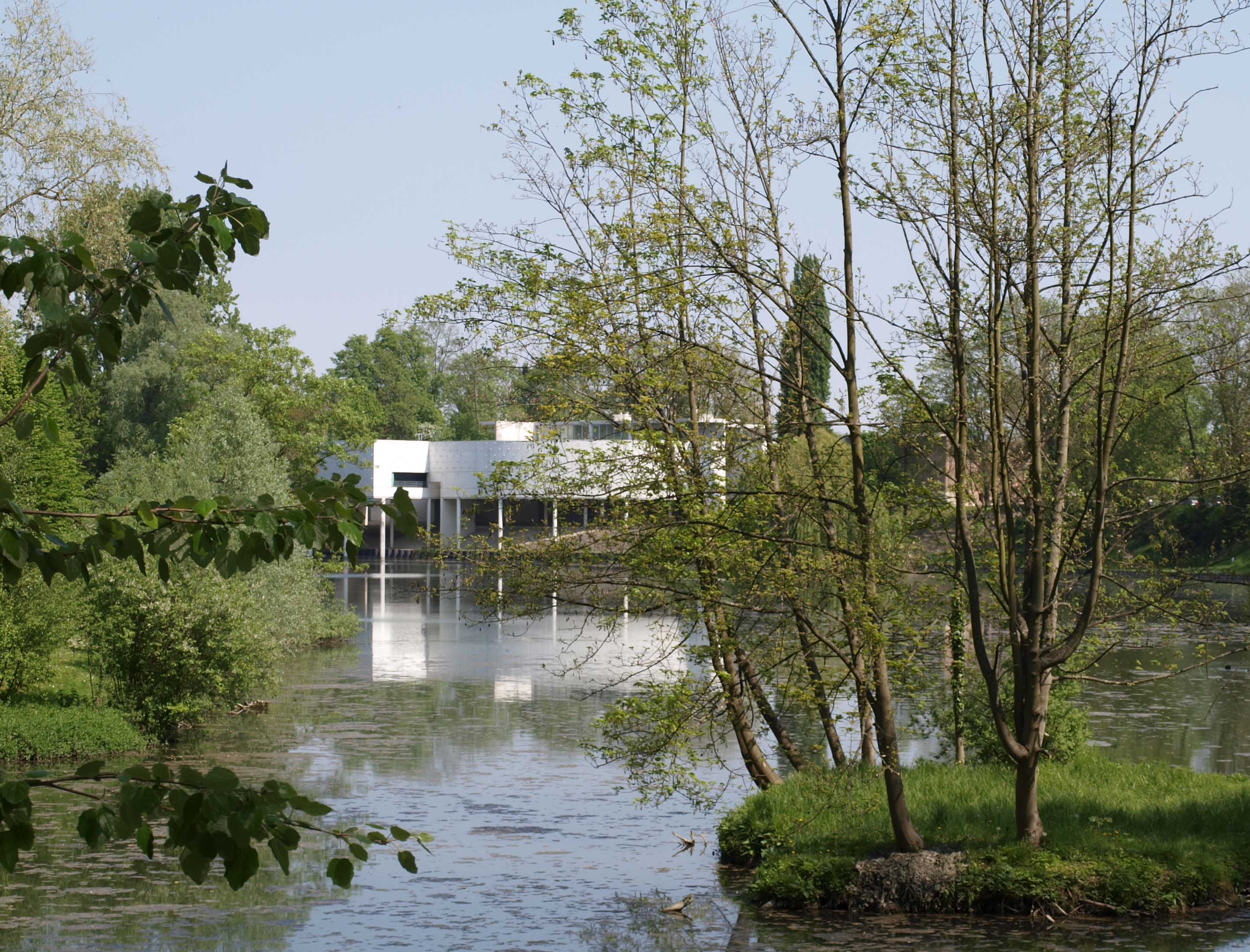
L'Historial de la Grande Guerre à Péronne est l'un des principaux lieux d'où émerge une histoire transnationale de la Première Guerre mondiale.

Jay Winter a défini en 2013 les contours d'une nouvelle génération d'historiens qui proposent depuis le début du XXIe siècle une histoire transnationale de la Première Guerre mondiale. Sans nier aucunement l'apport des travaux antérieurs, ces historiens débordent du cadre national qui constituait jusqu'alors l'espace dominant des champs d'étude de l'histoire de la Grande Guerre. Ils le font d'abord par leur propre mobilité puisqu'ils bénéficient des opportunités liées à l'internationalisation de la recherche, ensuite par les sujets qu'ils abordent : décentrage des points de vue sous l'influence de l'histoire globale, enquêtes thématiques plurinationales inspirées par l'histoire comparée, attention accrue vis-à-vis des particularités locales… Parmi les sujets traités ou renouvelés par cette approche transnationale de la Première Guerre mondiale se trouvent en particulier la question des réfugiés, le conflit inaugurant les grands déplacements de population du XXIe siècle, l'histoire urbaine comparée, les transformations des relations internationales vécues par les espaces dominés de la planète (Moyen-Orient, Inde, Asie orientale…) ou encore l'histoire des femmes pendant la guerre, dynamisée sous l'impulsion des gender studies. Ce dernier aspect entre en résonnance avec la féminisation des études historiques qui a fait émerger une génération de chercheuses spécialisées dans la Grande Guerre.
L'histoire militaire et diplomatique pratiquée dès la sortie de la guerre, parce qu'elle cherche à déterminer les responsabilités de chaque pays, dépasse déjà le cadre national de la recherche. Toutefois, les véritables prémices de cette histoire transnationale s'observent dans les années 1980 et 1990, époque de la prise de conscience de la nécessité de sortir de l'horizon national pour mieux appréhender les différentes dimensions du conflit. L'immensité de la documentation à maîtriser et les freins matériels que rencontre ce type d'histoire expliquent le faible nombre de ces travaux précurseurs. Les deux volumes dirigés par Leopold Haimson sur les grèves (1989 et 1992) ou l'étude comparée de Paris, Londres et Berlin pendant la guerre, menée par Jay Winter et Jean-Louis Robert (1997), sont de bons exemples de cette volonté de dépasser la dimension nationale de l'histoire de la Première Guerre mondiale car ils ne se contentent pas de juxtaposer des analyses spécifiques à chaque pays. Ce n'est toutefois qu'au début du XXIe siècle que des synthèses sur la Grande Guerre s'affirment véritablement comme transnationales. En 2008, Jean-Jacques Becker et Gerd Krumeich publient une histoire de la guerre présentant à la fois le point de vue des Français et celui des Allemands. La Cambridge History of the First World War, publiée sous la direction de Jay Winter en 2013 et qui regroupe les contributions d'historiens venus d'horizons très divers, revendique cette approche transnationale. Elle s'appuie sur un réseau de collaborateurs que l'Historial de la Grande Guerre, grâce à son centre de recherche, a contribué à mettre en relation. L'encyclopédie 1914-1918 Online, lancée sur Internet le 8 octobre 2014 et disponible uniquement en anglais, adopte le même principe avec des articles rédigés par des universitaires de différents pays. L'historien allemand Oliver Janz (de), son initiateur, la définit comme un projet transnational qui évite le centrage des précédentes encyclopédies consacrées à la Première Guerre mondiale sur leur pays de publication.

## Des historiographies nationales spécifiques
L'historiographie de la Première Guerre mondiale présente de fortes différences selon les pays. Cela est lié à l'importance du lien entre guerre et nation, la première défendant les intérêts vitaux de la seconde, mais aussi au rapport que chaque pays entretient avec le conflit et ses suites (chronologie différenciée, proximité ou éloignement du front, régimes totalitaires de l'entre-deux-guerres qui conditionnent les interprétations…) et enfin aux conditions de la production historique (rôle des archives, traditions historiographiques, conditions de publication des travaux…).

### Historiographie allemande
Dans l'histoire du XXe siècle, la Première Guerre mondiale a été l'un les principaux thèmes des recherches historiques et de l'historiographie contemporaine en Allemagne. Après un siècle, le sujet reste encore un champ de recherches fertile que les tendances modernes de cette science de l'histoire reflètent fidèlement : limitée dans les années 1960 aux seules questions d'histoire politique, la recherche s'est de plus en plus orientée vers des thèmes socio-historiques. Depuis le milieu des années 1990, de plus en plus d'études explorent l'histoire même du conflit et les « représentations » de la guerre, créant ainsi un champ de recherche disparate et diversifié se confondant avec l'histoire sociale et culturelle. La recherche s'est ainsi portée sur différents sujets et thèmes reflétant clairement la diversité des méthodes et des approches selon lesquelles les historiens allemands abordent la Première Guerre mondiale. Ces démarches ont amené l'historiographie militaire allemande de la « Grande Guerre » à se rapprocher de l'historiographie générale. Par ailleurs l'étude de groupes sociaux spécifiques est souvent associée à l'analyse de leurs médias et symboles représentatifs ; sources et matériaux de recherches se sont ainsi diversifiés.

#### Sources
En 1919, l'institution des Archives du Reich publie des sources primaires tant civiles que militaires, la République de Weimar voulant rédiger une histoire officielle allemande de la Première Guerre mondiale et prouver aux Alliés sa volonté de transparence et de rupture avec le régime impérial.
Les cartes postales ont apporté un type relativement nouveau de sources pour la Première Guerre mondiale et la relation des combats dans les rapports officiels de l'armée considérés, en tant que « médias », a suscité l'intérêt de la recherche qui s'est aussi penchée sur l'étude des médailles et les décorations militaires et de leurs charges et contextes « symboliques » dans le cadre de la définition à l'époque du concept de « l'honneur militaire ».

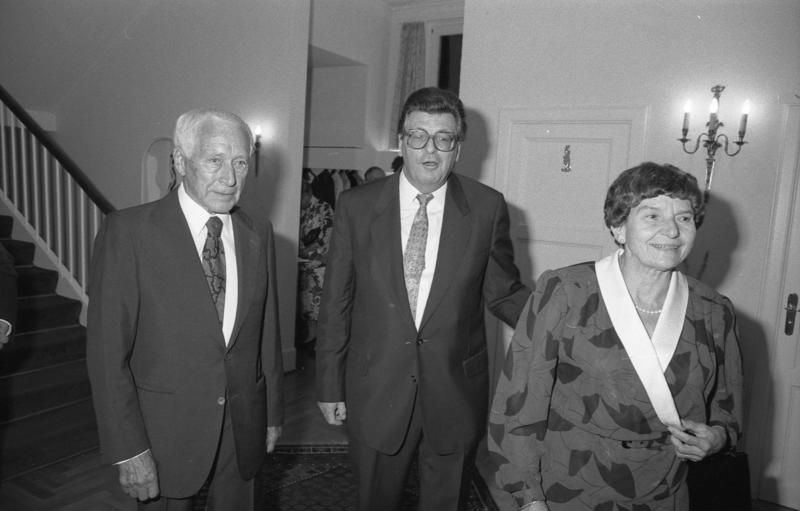
Ernst Jünger (à gauche) reçu par le Dr Philipp Jenninger, Président du Bundestag en 1986.

L'étude des « autobiographies » telles que journaux personnels ou lettres a également toujours été une partie importante de la recherche historiographique allemande sur la Première Guerre mondiale. « Ces témoignages personnels ayant souvent été rédigés à proximité temporelle proche de l'événement, ils ne sont pas déformés par des événements et des informations postérieures » et sont donc généralement considérés comme des sources particulièrement précieuses et ces dernières années, édités en tant que telles. Une importance toute particulière peu ainsi être donnée à la publication en 2010 du Kriegstagebuch 1914–1918 (Journal de guerre 1914-1918) d'Ernst Jünger, publication dont se sont inspirés nombre de ses exégètes. Des lettres de soldats socialistes, contenant de nombreux passages critiques sur la guerre, ou les journaux d'intellectuels ont également été publiés comme sources d'études ainsi que les souvenirs d'avocats comme Karl Rosner (de) (1873-1951) ou Harry Kessler (1868-1937). Contrairement aux courriers envoyés par les soldats à l'arrière, les lettres qui leur ont été adressées par leurs proches restent des témoignages plus rares à étudier ; cependant de récentes éditions de tels documents « montrent les efforts des soldats et de leurs proches pour combler les distances et échanger un aperçu de la vie quotidienne au front et à l'arrière ».

#### Champs d'étude

##### Causes de la guerre
La culpabilité de l'Empire allemand dans le déclenchement de la guerre, principalement affirmée par les clauses du Traité de Versailles, entraînera dans la République de Weimar des années d'après-guerre la publication d'une importante littérature apologétique dénonçant le « mensonge de la culpabilité allemande » (Kriegsschuldfrage), les historiens des États victorieux proclamant fermement la culpabilité exclusive de l'Allemagne et de ses alliés.
L'avènement du national-socialisme en Allemagne a marqué un temps d'arrêt dans la recherche historiographique sur la Première Guerre mondiale et a conduit à une rupture avec l'historiographie occidentale ; après la Seconde Guerre mondiale, c'est tout d'abord la thèse du Premier ministre britannique David Lloyd George, selon laquelle les peuples s'étaient laissés « entraîner dans la guerre », qui prévalut.
Dans les années 1960, l'historien hambourgeois Fritz Fischer a remis en avant la responsabilité allemande – a contrario du principe consensuel tacite contemporain qui voulait que tous les gouvernements de l'époque portassent peu ou prou une part de responsabilité dans le déclenchement du conflit. La « Controverse Fischer » a été ouverte avec la publication de son ouvrage Griff nach der Weltmacht. Die Kriegszielpolitik des kaiserlichen Deutschland 1914/18. Se basant sur de nombreuses sources, dont notamment les archives des Affaires étrangères, Fischer a avancé la thèse selon laquelle l'Empire allemand s'était préparé à une guerre européenne dès le Conseil de guerre du 8 décembre 1912 mais en misant sur le principe que la neutralité de la Grande-Bretagne serait acquise. La controverse dura une vingtaine d'années, Fischer trouvant en Gerhard Ritter un de ses principaux opposants.

##### Violence de la guerre
La violence, au front et à l'arrière, constitue l'un de principaux thèmes de l'historiographie allemande de la Première Guerre mondiale, première « guerre totale » de l'histoire de l'humanité – un « conflit économique mondial entre les nations industrielles ». La violence de ce conflit est considérée comme une étape entre les anciennes formes de violence, les évolutions techniques depuis le début du siècle et le déchaînement de celle-ci lors de la Seconde Guerre mondiale, la « dynamique de destruction » étant considérée comme faisant partie de l'histoire des mentalités des sociétés en guerre – le comportement des troupes et autorités dans les pays occupés par les Puissances centrales étant l'un des aspects de cette problématique.
Si le régime d'occupation de la Roumanie fonctionna en étroite collaboration avec les élites locales, les mesures coercitives n'y étant dès lors pas l'élément déterminant, la situation est différente pour ce qui est de l'occupation allemande de la Belgique. À l'automne et à l'hiver 1916 des travailleurs belges sont astreints à un travail forcé mais cette pratique n'est guère couronnée de succès et vaut aux autorités d'occupation de nombreuses protestations internationales qui les contraignent à faire marche arrière. L'internement de civils dans les camps de prisonniers de guerre a également fait l'objet de plusieurs études récentes qui démontrent qu'à partir de ce conflit « la ligne de démarcation entre les combattants et les civils dans la guerre mondiale disparaît ».

##### Conduite de la guerre et vie au front

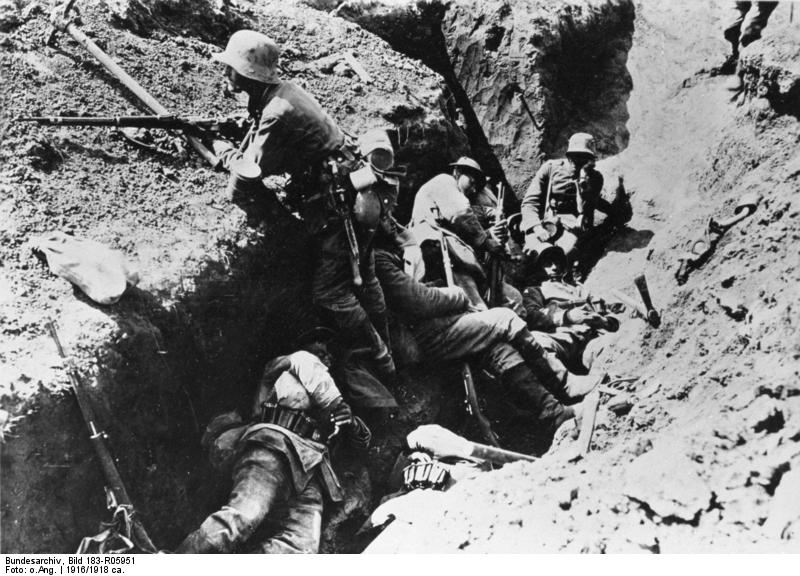
Soldats allemands dans les tranchées dans le secteur d'Arras.

Le sort, la place et le rôle du soldat dans la guerre et sa vie sur le front sont autant d'autres sujets et thèmes sur lesquels s'est penchée l'historiographie allemande de même que la conduite des opérations après le radical changement des conditions de la guerre avec le début de la « guerre des tranchées ». Le stress psychologique et la capacité pour le soldat de supporter au quotidien cette « guerre immobile » ont également fait l'objet d'études historico-scientifiques. Ces études ont amené Alexander Watson à présenter une nouvelle interprétation de la défaite allemande : affrontant un adversaire déterminé, supérieur en nombre et mieux équipé, les officiers n'avaient plus d'autre solution que la reddition pour sauver leurs hommes. En ce qui concerne l'expérience des soldats au front, les études se sont aussi intéressées à des sujets plus « anecdotiques » comme la pratique des sports – la vulgarisation du football par exemple – et le rôle des animaux dans la guerre.
Bien que considéré comme une œuvre romanesque, le livre À l'Ouest, rien de nouveau d'Erich Maria Remarque reste un témoignage vivant de la vie au front du soldat allemand, et du combattant de la Grande Guerre en général.

##### Aspects sociologiques et conséquences sociétales
La recherche historique et l'historiographie allemande s'est également penchée sur les effets de la guerre sur différents groupes comme les enfants, les femmes, des cercles d'étudiants – qui occupaient un rôle important dans la vie sociale et culturelle de l'Allemagne wilhelminienne – ou encore les invalides de guerre et le cas souvent négligé des objecteurs de conscience. Au-delà de l'expérience du combattant au front, les effets de la guerre dans les villes natales des soldats ont également attiré l'attention de certains historiens : Roger Chickering (en) dans son ouvrage Fribourg dans la Première Guerre mondiale a milité pour une perspective historique totale, qui est de démontrer l'influence formative de la guerre sur tous les domaines de la vie.

### Historiographie américaine

#### Au cœur de l'histoire américaine de la Grande Guerre, les questions diplomatiques

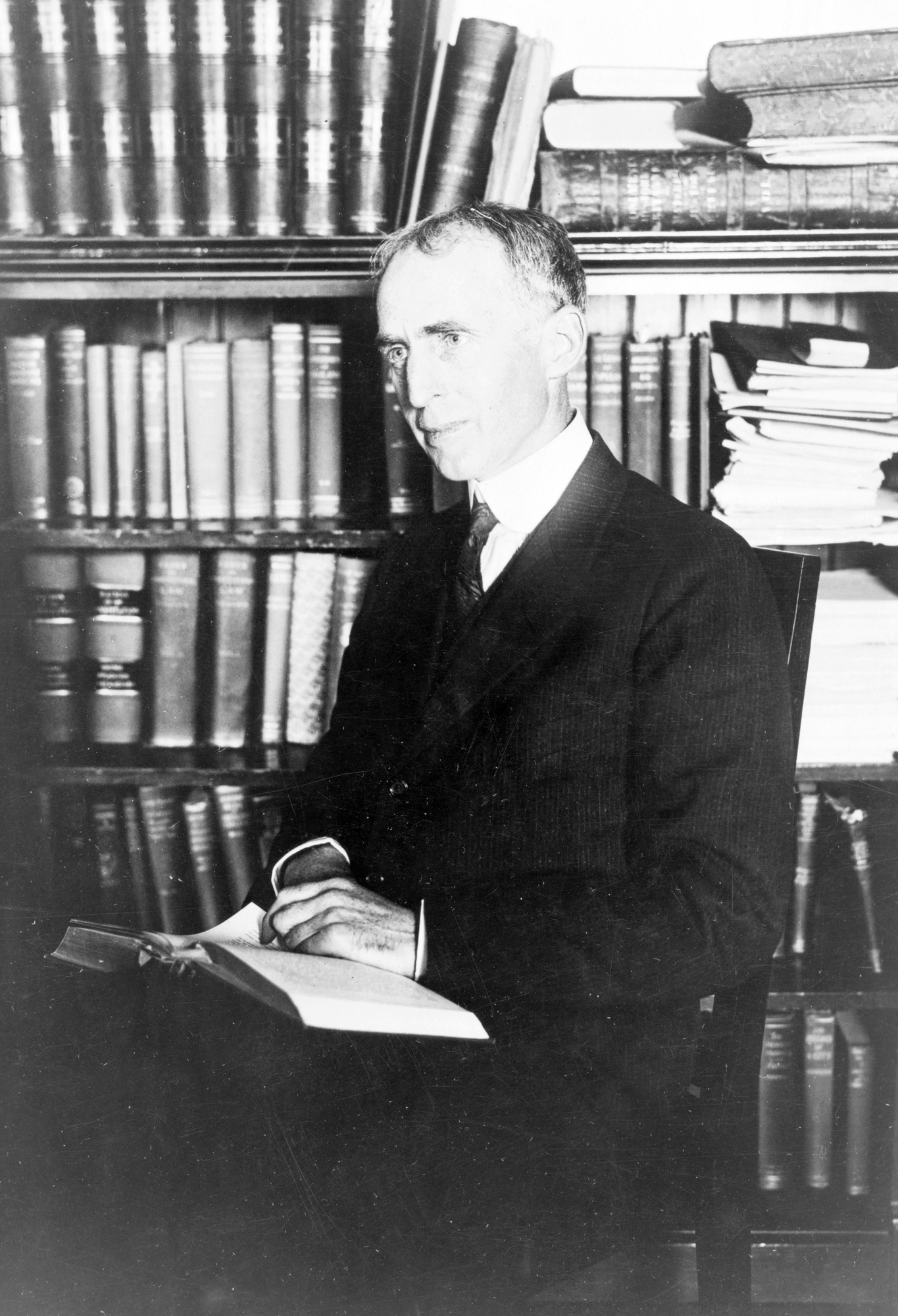
Charles Beard, historien américain qui a étudié l'entrée des États-Unis dans la Première Guerre mondiale.

L'historiographie américaine de la Première Guerre mondiale s'est construite autour de trois thèmes : les raisons de l'entrée des États-Unis dans le conflit, leur importance dans la victoire finale et leur rôle dans la tentative d'installer la paix après la guerre. La figure du président Woodrow Wilson, impliqué dans ces trois pôles d'intérêt majeurs, est centrale dans cette perspective. Les études parues dans l'entre-deux-guerres considèrent généralement l'intervention américaine comme une erreur. Ses motivations économiques sont particulièrement examinées, pour dénoncer le lobby des « marchands de mort » (Helmuth C. Engelbrecht (en) et Frank C. Hanighen (en) en 1934) ou pour montrer que la volonté de Wilson de continuer à faire du commerce avec l'Angleterre rendait inéluctable l'entrée en guerre (C. Hartley Grattan (en) en 1929, Charles A. Beard en 1936). Cette dernière analyse, largement partagée, conduit le Congrès à adopter, entre 1935 et 1939, une législation restrictive sur les ventes d'armes aux pays en guerre. Cette interprétation décline après la Seconde Guerre mondiale, les historiens mettant davantage en avant l'attitude agressive de l'Allemagne à travers sa guerre sous-marine à outrance ou son essai de rapprochement avec le Mexique. Une troisième explication, très débattue, considère que Wilson a engagé les États-Unis dans la guerre avec l'intention d'imposer au monde sa vision idéaliste des relations internationales, entreprise qui a été un échec. Les raisons de cette paix manquée sont aussi discutées : traité de Versailles trop sévère avec l'Allemagne (Keynes en 1920), incapacité de Wilson à expliquer sa position à son opinion publique (Klause Schwabe en 1985), rapport de force défavorable aux États-Unis face à leurs alliés (Arthur Linkand en 1979 et Arthur Walworth en 1986), d'autant que la contribution américaine à la victoire aurait été trop faible (John M. Cooper (en) en 2009), opposition politique et idéologique au sein du Sénat (William C. Widenor (en) en 1983, Herbert Margulie en 1989)...

#### LeHome front: la société américaine et l'effort de guerre sous le regard des historiens
En ce qui concerne le front intérieur, les études historiques sont extrêmement variées, et ceux qui les produisent ne se présentent pas nécessairement comme des historiens de la Première Guerre mondiale. Une première série de travaux concerne l'économie de guerre, dont l'histoire débute par les écrits des protagonistes eux-mêmes, lesquels dépeignent un pays solidaire s'engageant résolument aux côtés d'un État prenant par ailleurs des mesures incitatives. Cette version idéalisée de l'effort de guerre est remise en cause dans les années 1960 par les historiens de la Nouvelle Gauche qui remontent jusqu'à la Grande Guerre pour chercher les racines des inégalités sociales et dénoncent la mainmise que les milieux d'affaires auraient exercée sur l'économie à cette occasion. Sans aller aussi loin, Robert D. Cuff souligne la diversité des situations, ce qui aurait évité que l'État ou les entreprises accaparent le contrôle de l'économie. David M. Kennedy voit quant à lui dans cette période un coup d'arrêt à l'ère progressiste, et les historiens du travail ont montré que les droits acquis par les salariés pendant la guerre ont été perdus aussitôt celle-ci finie. D'autres études ont souligné toutefois les aspects positifs de l'économie de guerre : recherche d'une voie médiane entre libéralisme et régulation, augmentation des capacités fiscales de l'État, habitude nouvelle des Américains d'investir grâce aux emprunts de guerre...

#### La Première Guerre mondiale des Américains au prisme de l'histoire culturelle

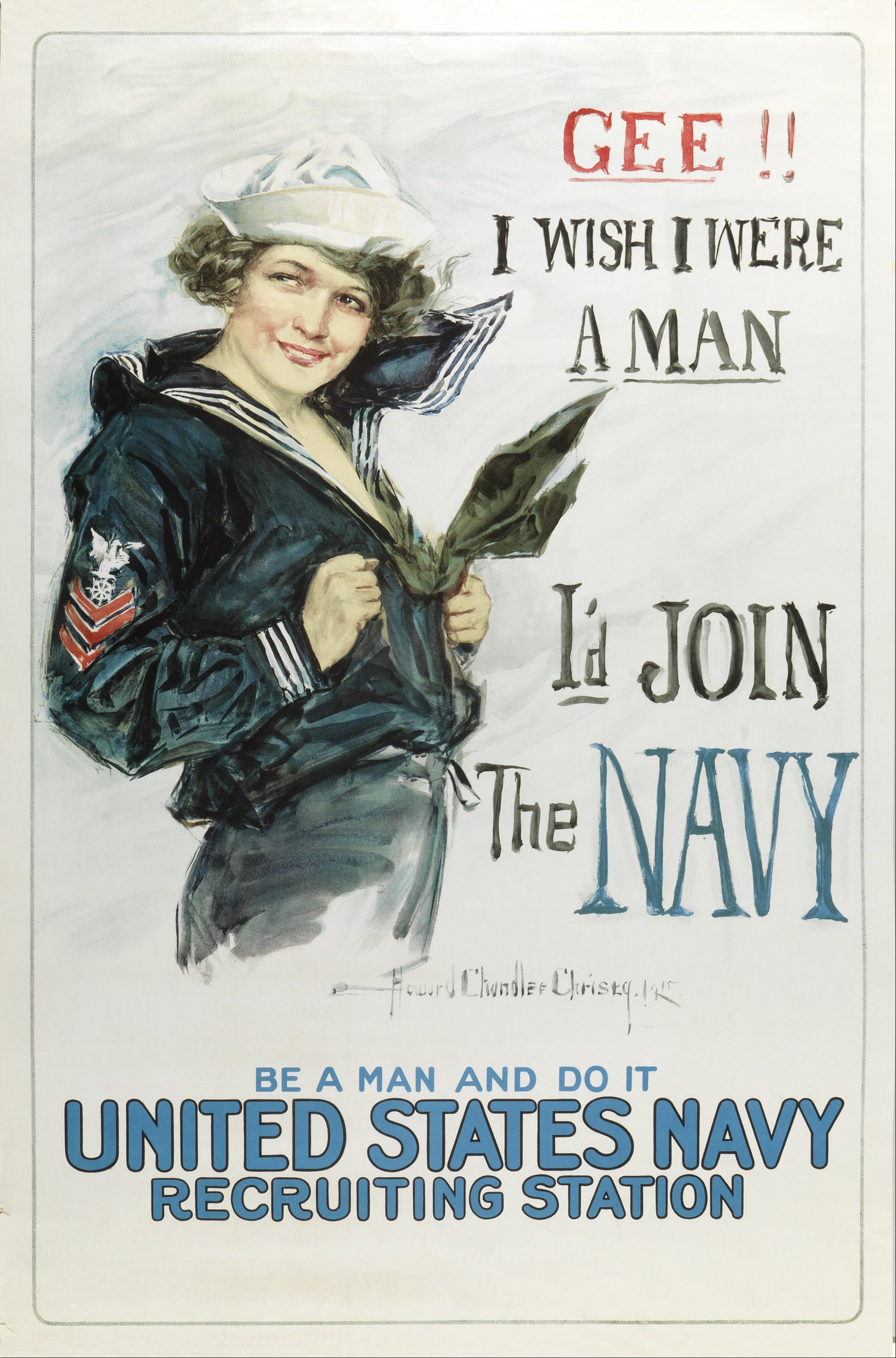
Affiche de recrutement de l'armée américaine en 1917. « Hé ! J'aurais aimé être un homme. Je me serais engagée dans la Navy » et en dessous « Sois un homme et fais-le » : la pression sociale sur les jeunes Américains est très forte.

L'histoire culturelle, pour sa part, a moins débouché sur l'étude de la contrainte et du consentement au combat que sur celle de l'adhésion ou du refus de l'extension des prérogatives étatiques en période de guerre. Si le transfert des pouvoirs locaux vers l'État fédéral a été accéléré par la nécessité de lever une armée, comme l'a montré John Whiteclay Chambers, les résistances observées ne sont pas négligeables, certains Américains déployant des trésors d'imagination pour échapper à la conscription (Jeannette Keith, 2004). L'État a toutefois pu compter sur le « volontarisme contraint » de la population, des groupes locaux se chargeant de répandre l'idée qu'il y avait une obligation patriotique de répondre aux demandes nationales (Christopher Capozzola, 2008). L'étude des dominés constitue l'autre volet important de cette histoire culturelle, que ce soit pour montrer comment des immigrés ont profité des circonstances pour favoriser leur intégration (Christopher Sterba en 2003), pour mesurer l'impact de la guerre sur l'émergence du mouvement des droits civiques pour les Afro-Américains (Arthur Barbeau et Florette Henri en 1996, Theodore Kornweibel en 1999 et 2002, Chad Williams en 2010) alors que leur participation au conflit a fait naître une conscience politique vite frustrée (Williams et Adrianne Lentz-Smith en 2009), ou encore pour constater le succès politique des femmes (Sally Hunter Graham en 1996), illustré par le XIXe amendement de la Constitution des États-Unis qui leur accorde le droit de vote en récompense de leur participation à l'effort de guerre.
Si l'histoire culturelle a pu influencer les travaux d'histoire militaire, cette dernière s'est concentrée surtout sur la question de la part des États-Unis dans la victoire finale. Dans son autobiographie, le général Pershing s'est donné le beau rôle en s'attribuant le mérite d'avoir transformé les troupes américaines en une armée d'élite qui a défait l'Allemagne. Cette idée de la prépondérance de l'armée américaine dans la victoire a été soutenue jusqu'aux années 1960, quoique de manière moins caricaturale que chez Pershing, et elle a encore des défenseurs (John Mosier (en) en 2001). Néanmoins la majorité des historiens pensent désormais que c'est la bonne coopération avec les armées alliées qui a mené au succès de 1918 (Michael Scott Neiberg en 2008 par exemple). D'ailleurs cette guerre a laissé une empreinte limitée dans la mémoire américaine, l'offensive Meuse-Argonne, plus haut fait d'armes du corps expéditionnaire, n'ayant pas aux États-Unis le statut de Verdun pour la France ou celui de la Somme pour les Anglais. Après la guerre il n'y a guère que la génération perdue qui témoigne d'un désabusement vis-à-vis de ce conflit meurtrier, l'hommage officiel du pays s'exprimant essentiellement à travers des monuments et des cimetières militaires en France, éloignement propice à l'oubli. Ce n'est qu'au début du XXIe siècle que les historiens américains de la Première Guerre mondiale se sont emparés de la question de la mémoire et du deuil, notamment par des travaux sur l'impact de la grippe espagnole.

### Historiographie autrichienne

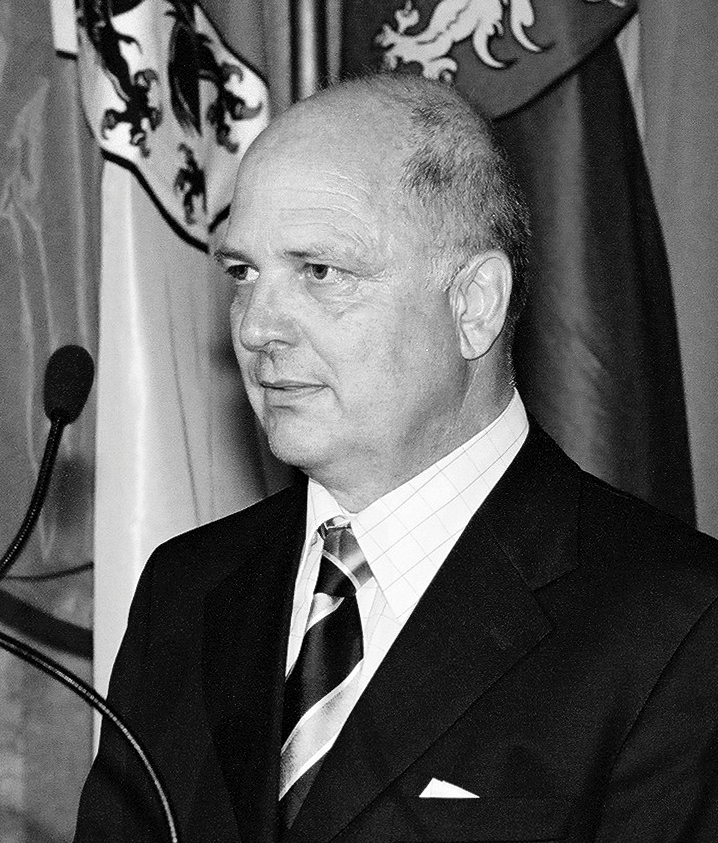
Manfried Rauchensteiner, historien autrichien de la Première Guerre mondiale.

Les historiens autrichiens ont été peu soutenus par les institutions après la guerre, en particulier parce que la défaite et la dissolution de l'empire austro-hongrois posaient la question de cet effondrement. L'État autrichien fait paraître dans les années 1930 une histoire officielle de la guerre, mais les auteurs, qui ne sont pas membres du haut-commandement, n'ont eu accès qu'aux archives autrichiennes, empêchant l'écriture d'une véritable histoire de l'empire pendant le conflit. Les officiers chargés de sa rédaction doivent, malgré la nostalgie impériale, participer à la construction d'une nation nouvelle. À côté de ce récit officiel paraissent des témoignages et des mémoires, et seules des initiatives isolées sortent l'histoire de la Première Guerre mondiale de ces œillères, comme les échanges entre Konrad Krafft von Dellmensingen et Luigi Cadorna puis Piero Pieri (it). À partir de 1932, la situation politique de l'Autriche accentue l'occultation mémorielle de la guerre.
Après la Seconde Guerre mondiale, la période de la guerre froide, outre qu'elle rend impossible le dialogue avec les autres pays membres de l'ancien empire d'Autriche-Hongrie, est marquée par un désintérêt des historiens autrichiens pour les questions militaires. Il faut attendre les années 1990 et le renouveau des études sur les guerres, illustré en particulier par Manfried Rauchensteiner (de), pour que l'historiographie autrichienne de la Première Guerre mondiale prenne véritablement son essor. La question de la ténacité des soldats y est moins présente qu'ailleurs, tandis que l'attention se porte plus particulièrement sur les régions frontalières, notamment au sein de l'université d'Innsbruck et du réseau italo-autrichien de la revue Geschichte und Region/Storia e regione. Si les recherches et discussions historiques n'ont pas cessé sur l'attitude de l'Empire austro-hongrois dans la crise qui a abouti au conflit, il existe un consensus parmi les historiens autrichiens sur la responsabilité de François-Joseph dans le déclenchement de la guerre. En revanche le débat sur les raisons de l'éclatement de l'empire continue d'exister parmi eux, avec d'un côté ceux qui pensent que son effondrement n'est dû qu'à la défaite, et de l'autre ceux qui estiment que ses faiblesses structurelles le condamnaient inéluctablement.

### Historiographie belge

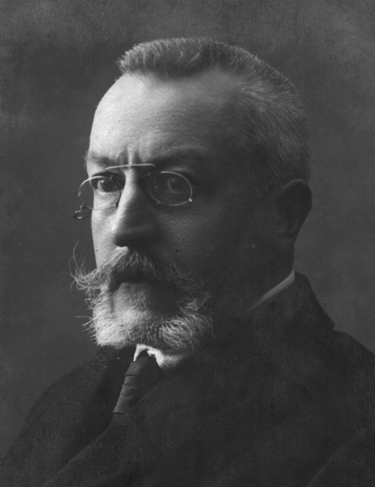
L'historien belge Henri Pirenne, l'un des prestigieux participants à l'entreprise éditoriale de la fondation Carnegie.

L'historiographie belge débute dès l'époque du conflit, les premières publications remontant à l'année 1915, les ouvrages étant imprimés et publiés en France par des maisons d'édition françaises ou des éditeurs belges « délocalisés » de par l'occupation de la Belgique par les Allemands.
Dans l'entre-deux-guerres, elle sera marquée par deux « sensibilités » très connotées politiquement : l'historiographie flamande sera très marquée par les « mythes » du nationalisme flamand émergent, celle en langue française, plus « belgicaine », par l'éloge du roi Albert – les batailles de Liège et de l'Yser devenant deux symboles forts de la résistance nationale.

#### Historiographie contemporaine
En Belgique néerlandophone, l'historiographie de la Première Guerre mondiale est la spécialité de la maison d'édition De Klaproos établie à Bruges qui a publié de nombreux ouvrages d'études d'histoire locale, sur les grandes figures du conflit et les opérations sur le front de l'Yser, cet éditeur disposant de son propre fonds d'archives. Un ouvrage important a été publié sous la plume de Sophie De Schaepdrijver sous le titre De Groote Oorlog (La Grande Guerre). Une autre contribution importante récente en flamand sur le thème est l'ouvrage 14-18. Oorlog in België publié par le Davidsfonds sous la plume de Luc De Vos, historien et professeur à l'École royale militaire. On citera enfin les nombreuses publications de la maison d'édition Lannoo basée à Tielt,.

### Historiographie britannique
Dans la mémoire britannique, la Grande Guerre apparaît comme un conflit incroyablement meurtrier en même temps qu'il était parfaitement inutile,. Cette vision dépréciative s'installe dès l'après-guerre et se renforce au lendemain de la Seconde Guerre mondiale, conflit dont les fondements éthiques semblent incontestables. Si les historiens incitent à réviser cette interprétation, celle-ci est si solidement ancrée dans l'opinion qu'elle conditionne pour une bonne part les problématiques de la production historique. Une autre caractéristique de l'historiographie britannique de la Grande Guerre est l'appui institutionnel dont elle dispose. Contrairement à d'autres pays comme la France, l'histoire militaire n'a pas connu de marginalisation et les grandes universités ont maintenu des chaires qui lui sont dédiées. Elle s'ouvre à l'interdisciplinarité, en particulier grâce à Michael Howard au sein du King's College de Londres et à l'internationalisation de la recherche.

### Historiographie française

#### Historiographie contemporaine (1914-1919)
L'historiographie française de la Grande Guerre commence dès 1914, à des fins notamment de propagande « anti-allemande ». La « Libraire militaire Berger-Levrault » entame ainsi la publication d'une série de petits cahiers in-12 brochés sous le titre « Pages d'histoire, 1914-1915 ». Une « Histoire générale et anecdotique de la Guerre de 1914 » est également publiée par cet éditeur, « fascicules grand in-8, avec illustrations et cartes » sous la plume de « Jean-Bernard ».

#### Historiographie moderne
Depuis les années 1990, les recherches des historiens français, en liaison avec l'essor de l'histoire culturelle, se sont orientées vers la définition d'une « culture de guerre ». Cette notion a été défendue par Jean-Jacques Becker et Stéphane Audoin-Rouzeau, ainsi que d'autres historiens regroupés autour de l'Historial de Péronne. L'idée maîtresse qu'ils défendent et qui sous-tend leurs études et celle du consentement des combattants et du reste de la population à la guerre, d'où l'expression « école du consentement » par laquelle est parfois désigné ce courant historique.

### Historiographie italienne
En Italie, l'histoire de la Première Guerre mondiale est dominée par une vision patriotique jusqu'à la fin des années 1960. Dans cette perspective, la guerre est certes perçue comme douloureuse, mais en même temps elle paraît idéologiquement fondée puisqu'elle lutte contre les autocraties, et elle achève l'unité du pays avec l'adjonction au territoire national de Trente et Trieste. L'arrivée au pouvoir de Mussolini en 1922 bride la production historique, la censure n'admettant pas de regard critique sur la participation de l'Italie au conflit. Il n'y a guère que les volumes commandés par la Fondation Carnegie en 1921 auprès de Luigi Einaudi et de ses collaborateurs qui sortent du lot pour cette période, en raison de la précocité de leur conception et de leur ton très neutre, et encore tous n'ont pas été publiés. Le régime fasciste confie la rédaction d'une histoire officielle de l'Italie pendant la Première Guerre mondiale à Gioacchino Volpe, mais celui-ci ne l'a jamais achevée. Dans ce contexte, les ouvrages sur la guerre relèvent pour l'essentiel de la littérature de témoignage (journaux et mémoires) ou de la pure histoire militaire (rapport de l'état-major publié en 1927 pour le premier volume, histoire d'unités engagées dans le conflit…). Dans les années 1930, Piero Pieri (it) et Adolfo Omodeo (it) publient des travaux qui n'écornent pas l'approche patriotique de la guerre bien qu'ils renoncent à la rhétorique triomphaliste du reste de la production historique. Après la Seconde Guerre mondiale, les historiens italiens, libérés de la gangue fasciste, se montrent plus critiques en ce qui concerne la conduite de la guerre. Deux œuvres importantes marquent cette étape historiographique : Alberto Monticone (it) brise le tabou de Caporetto en 1955, tandis que Piero Pieri livre une synthèse sans concession pour la gestion des opérations en 1965. En revanche le bien-fondé de la participation de l'Italie à la guerre n'est pas remis en cause puisqu'elle est toujours justifiée par l'idée qu'il s'agit de la lutte d'une démocratie à la recherche de son unité définitive contre des régimes autoritaires qui freinent son ambition territoriale.

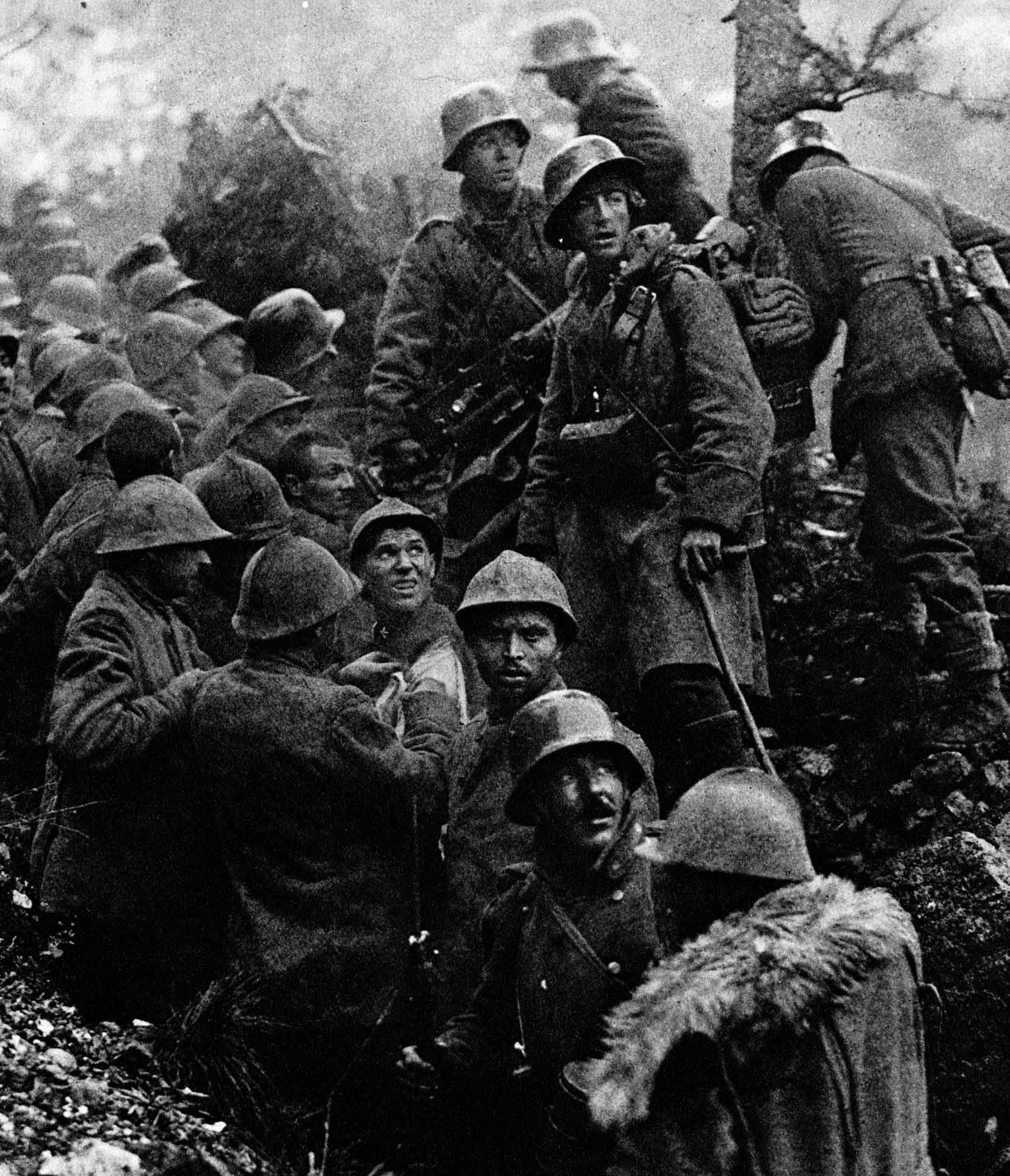
Soldats italiens faits prisonniers à Caporetto en octobre 1917 : un tabou de l'historiographie italienne pendant 40 ans.

Dès cette époque pourtant, des historiens qui n'ont pas connu la Première Guerre mondiale s'interrogent sur l'adhésion réelle de la population en général et des soldats en particulier à ce conflit, déclenchant une rupture historiographique. Brunello Vigezzi (it) sonde ainsi les milieux dirigeants et l'opinion publique avant l'entrée en guerre de l'Italie et montre dans deux livres de 1966 et 1969 la réticence largement répandue alors. Mario Isnenghi (it), quant à lui, analyse à partir de 1967 la littérature de guerre en mettant en avant les simples soldats et les officiers subalternes, dont le jugement sur le haut-commandement est sévère. Il présente la participation italienne à la Grande Guerre comme une manière pour les élites dirigeantes d'étouffer les classes populaires en les forçant à entrer dans le cadre coercitif des rapports entre militaires. Ce faisant, il introduit l'histoire culturelle dans les études sur la guerre. Le tournant historiographique s'achève avec la parution de l'étude d'Enzo Forcella (it) et Alberto Monticone sur la justice de guerre en 1968. La sévère répression dont ont été victimes les soldats est dévoilée par l'exploitation d'archives jusque-là délaissées, et rejoint les préoccupations contemporaines d'une jeunesse italienne en ébullition. Dans les années qui suivent, ce mouvement historiographique se concrétise par l'attention portée à l'expérience combattante, aux phénomènes de rébellion et à la mémoire de la guerre, que ce soit par des études ou par la publication d'écrits de soldats. Il se traduit aussi par l'organisation de colloques, moments parfaitement adaptés à la démultiplication des points de vue suggérée par les nouvelles approches historiques du conflit. Le colloque de Rovereto, en 1985, a été particulièrement important en raison de la participation d'historiens britanniques (Paul Fussell et Eric Leed (d)) qui ont élargi les vues de leurs collègues italiens. Désormais dominante, cette « historiographie de la dissidence », selon l'expression consacrée, devient le paradigme incontournable en Italie pour une décennie et génère des travaux remarquables comme ceux d'Antonio Gibelli (it) sur l'univers mental des soldats (1991), de Giovanna Procacci sur les prisonniers italiens (1993) ou de Bruna Bianchi sur les différentes formes d'opposition à la guerre (2001).
À partir du début du XXIe siècle, une nouvelle génération d'historiens, moins marquée idéologiquement, produit des travaux variés qui s'affranchissent du carcan imposé par le paradigme de la dissidence. Cependant elle ne parvient pas à renouveler suffisamment les questionnements par rapport aux historiographies étrangères, très en pointe sur l'histoire culturelle, et l'intérêt du grand public s'essouffle. Les grandes synthèses publiées n'innovent plus, et les historiens italiens paraissent mal reliés à la recherche internationale. Ils sont d'ailleurs de moins en moins nombreux à se spécialiser dans la Première Guerre mondiale. Les plus actifs sont ceux qui appartiennent au réseau du musée historique de Trente et qui travaillent en collaboration avec des historiens autrichiens sur les régions frontalières.

### Historiographie japonaise

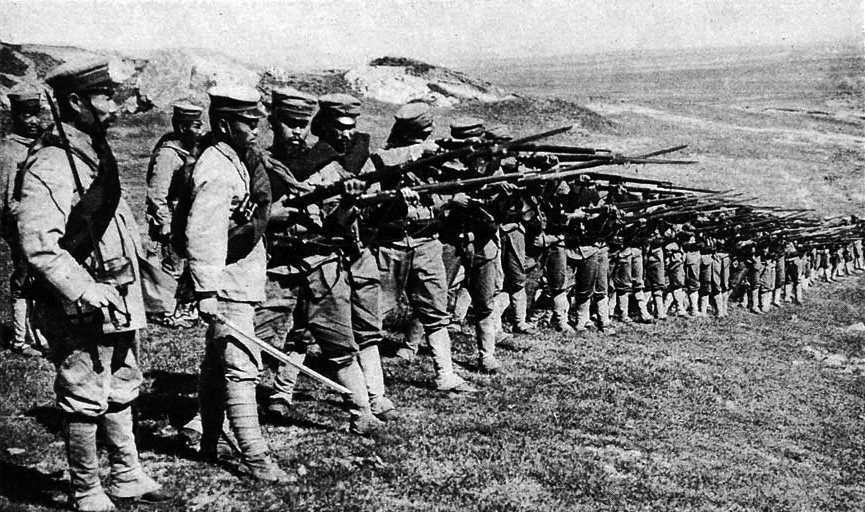
Soldats de la 18e Division japonaise pendant le siège de Tsingtao.

L'intervention de l'Empire japonais aux côtés des Alliés pendant la Première Guerre mondiale reste un sujet encore largement méconnu en Europe. Le Japon prit part à la guerre en occupant les possessions allemandes en Chine et dans le Pacifique mais également en envoyant des vaisseaux d'escorte en Méditerranée.
En 1918 paraît chez Payot l'ouvrage Nos Alliés d'Extrême-Orient sous la plume d'Auguste Gérard, ambassadeur de France à Tokyo, ouvrage dans lequel l'auteur rend compte de l'engagement militaire du Japon dans le conflit. Cette participation est aussi brièvement invoquée par l'auteur américain Gregory Bienstock dont l'ouvrage d'étude géostratégique a été publié sous le titre français La lutte pour le Pacifique, également chez Payot, en 1938.
L'historiographie japonaise de la Première Guerre mondiale a développé essentiellement les aspects géopolitiques de l'après-guerre (amorce de l'expansionnisme, place dans le concert des nations), mais aussi son impact sur la société japonaise (démocratie de Taishō, questions économiques et sociales...).

### Historiographie russe

#### Une historiographie contrôlée par le régime soviétique

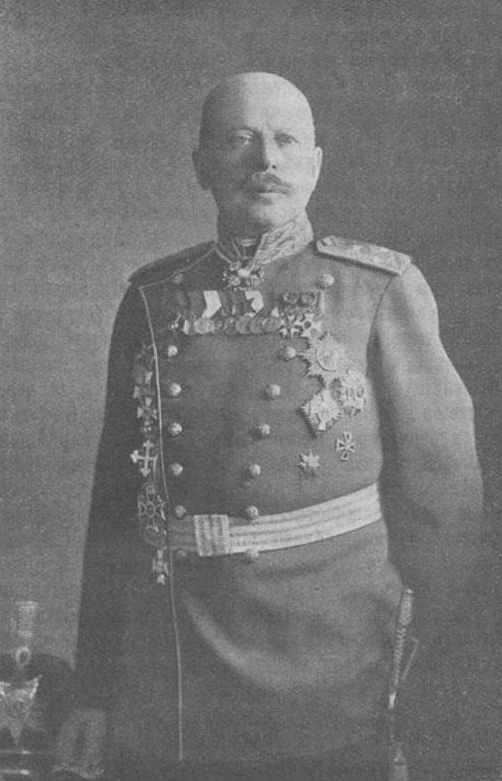
Andreï Zaïontchkovski, l'un des premiers historiens russes de la Grande Guerre.

L'historiographie russe de la Première Guerre mondiale est marquée par le tournant de 1917 et la révolution d'Octobre. Avant l'arrivée au pouvoir des bolcheviks, il existe une littérature patriotique justifiant la participation de la Russie à ce conflit, genre dont l'importance ultérieure est notable puisqu'il pose les bases de la réflexion sur ce sujet. Cette littérature est ensuite déconsidérée par l'idéologie marxiste qui s'impose jusqu'à l'effondrement de l'URSS et qui ne peut voir dans la guerre que la conséquence de l'impérialisme inhérent au capitalisme. Contrairement aux historiens d'Europe occidentale, sommés de déterminer les responsabilités dans le déclenchement de la guerre, les historiens soviétiques se doivent d'interpréter cette dernière à l'aune de ses conséquences (la révolution), dans une démarche téléologique. La figure la plus importante de cette historiographie soviétique naissante est Mikhaïl Pokrovski, dont les travaux recourent au matérialisme historique pour montrer la responsabilité de l'impérialisme russe dans la crise de juillet, mais les années 1920 sont aussi marquées par la publication des premiers livres de synthèse, comme celui d'Andreï Zaïontchkovski en 1924, et d'ouvrages dénonçant le rôle de l'Église orthodoxe ou donnant une image profondément sombre de la guerre à travers des récits de combattants. Globalement cette première historiographie promeut un pacifisme en phase avec l'internationalisme du régime. En revanche, les aspects socio-économiques en sont curieusement absents.
L'avènement du stalinisme et la montée des périls durant les années 1930 provoquent un retournement historiographique voulu par le pouvoir. Ne pouvant plus cautionner une vision pacifiste du conflit, les historiens la dénoncent comme un « mensonge d'intellectuel devant le peuple » (1934) et se tournent vers une interprétation qui, en y incluant la guerre civile, fait de ces événements une victoire de l'Armée rouge. Cette approche nouvelle conduit à mettre en avant l'endoctrinement idéologique des soldats, qui ne savaient pas pourquoi ils se battaient sous l'empire, et la formation militaire de l'ensemble de la population. La Seconde Guerre mondiale (« Grande Guerre patriotique »), qui s'est conclue par une victoire cette fois incontestable, supplante ensuite la Première dans les études historiques. Ce n'est plus qu'à travers la célébration de la révolution d'Octobre qu'elle est présente, mais alors elle bénéficie des apports de l'histoire sociale. Les recherches vraiment originales sont très rares : en dehors de l'étude novatrice de Viktor Miller sur les comités de soldats en 1917, seule la grande synthèse dirigée par Ivan Rustunov en 1975, où domine l'histoire diplomatique et militaire, se démarque par une analyse renouvelée du traité de Versailles présenté comme un affaiblissement du capitalisme qui ouvre la voie à l'établissement de nouveaux régimes communistes dans l'Europe d'après 1945.

#### Des visions russes de la guerre émancipées de la tutelle soviétique
Parallèlement à l'historiographie officielle soviétique, les Russes qui ont dû quitter leur pays pour fuir le régime bolchevique construisent leur propre histoire de la guerre. Elle est d'abord le fait de haut-dirigeants militaires ou politiques, comme Alexandre Kerenski, qui plaident leur propre cause et cherchent à comprendre les raisons de leur échec. Parties prenantes dans la révolution de Février, ils s'en prennent au tsarisme qu'ils ont contribué à abattre, et à Nicolas II en particulier, car ce régime est considéré comme responsable des problèmes sociaux de l'empire. Les meilleurs représentants de cette historiographie « blanche » sont Iouri Danilov et Nicolaï Golovin, bien que leurs ouvrages souffrent de l'inaccessibilité des sources russes indispensables à l'écriture de l'histoire et soient donc bâtis essentiellement sur des souvenirs. Leur argumentaire consiste à voir dans la Russie une victime héroïque de la guerre tandis que les bolcheviks sont présentés comme une maladie qui s'est répandue parmi la population épuisée.
La fin de l'URSS en 1991 libère les historiens russes de la tutelle idéologique du marxisme. Rejetant en bloc toute la production soviétique, ils abandonnent massivement l'histoire sociale et se tournent vers leurs collègues étrangers. Les apports exogènes restent toutefois limités, soit parce que les Russes ne veulent pas chambouler leur tradition historiographique, soit parce qu'ils n'intègrent qu'imparfaitement les avancées produites ailleurs. En effet, ils n'en retirent qu'un ensemble d'outils, au mieux plaqués sur une érudition positiviste davantage génératrice de descriptions que d'analyses. Il existe bien une avant-garde d'historiens versés dans les approches socio-culturelles, mais ils sont peu nombreux et, paradoxalement, pèsent peu face aux nombreux chercheurs étrangers qui profitent de l'ouverture des riches archives russes.

### Historiographie turque
L'historiographie turque de la Première Guerre mondiale présente de fortes particularités : vaste espace concerné, chronologie élargie, violences contre les civils, nationalisme des historiens notamment.

### Historiographie des pays neutres
L'historiographie des pays neutres, éclatée en histoires nationales, s'intéresse principalement à la manière dont ces pays ont préservé cette neutralité, ou à la possibilité qu'ils auraient eue de la conserver pour ceux qui sont finalement entrés en guerre comme l'Italie. La Suisse, non belligérante, a néanmoins fourni plus de 10'000 volontaires et réservistes partis combattre. Glorifiés par les personnalités politiques et militaristes d'après-guerre pour entretenir la légende du mercenariat et de la réputation des combattants suisses à l'étranger, les survivants tombaient en fait dans la misère<refErwan Le Bec, « L'autre contribution suisse, et vaudoise, à la Grande Guerre », Revue historique vaudoise, vol. 127,‎ 2019, p. 85-103 (ISSN 1013-6924).
.

### Historiographie de la Première Guerre mondiale dans les pays créés par les traités de paix

#### Historiographie polonaise
L'historiographie polonaise a ceci de particulier que la Pologne n'existait pas lors de la guerre mais que ce pays a été recréé à l'issue de celle-ci.